# Jean Bréchignac
Pour les articles homonymes, voir Bréchignac.
Jean Bréchignac, né le 25 septembre 1914 à Cran-Gevrier et mort le 25 mai 1984 à Nice, est un officier parachutiste français ayant participé à la Seconde Guerre mondiale, à la guerre d'Indochine et à la guerre d'Algérie. Il est l'une des principales figures de la Bataille de Dien Bien Phu au cours de laquelle il commande le 2e bataillon du 1er régiment de chasseurs parachutistes (1er RCP). Pendant la guerre d'Algérie, il commande le 9e régiment de chasseurs parachutistes et participe au putsch des généraux en avril 1961. Il est considéré par Jules Roy comme l'un des meilleurs officiers de son époque.

## Biographie

### Seconde Guerre mondiale
Diplômé de l'École spéciale militaire de Saint-Cyr, il participe à la Seconde Guerre mondiale, tout d'abord lors de la bataille de France en mai-juin 1940, à la tête de sa compagnie du 11e régiment de tirailleurs algériens (11e RTA). Son régiment est cité à l'ordre de l'armée pour sa conduite dans les termes suivants : « Le 11e RTA, sous les ordres du colonel Doucet, a fait preuve des plus belles qualités militaires au cours 
de la période du 10 au 22 juin 1940. A exécuté sur plus de 500 km, en présence d’un ennemi le 
harcelant sans cesse, une série de mouvements de retraits ordonnés par le commandement. Malgré les combats meurtriers livrés chaque jour, a continué de résister, bien que réduit à une poignée d’hommes, en s’imposant à l’ennemi par son ardeur combattive et son esprit de sacrifice. ».
Fait prisonnier, il est interné dans un camp en Allemagne orientale d'où il s'évade seul et rejoint l'Afrique française du nord en passant par les maquis yougoslaves et italiens. Il rejoint le 1er RCP et prend le commandement de la 1re compagnie pendant toute la campagne des Vosges et d'Alsace.

### Guerre d'Indochine
Il part ensuite pour l'Indochine, où il arrive le 17 janvier 1947 et mène de nombreux assauts aéroportés avec la demi-brigade de marche parachutiste. Il est à la tête de la compagnie de commandement du 1er bataillon jusqu'en 1949. En 1952 il prend le commandement à Quimper du 10e Bataillon de Parachutistes Coloniaux qui devient en décembre 1952 le 2e bataillon du 1er régiment de chasseurs parachutistes (2/1er RCP). À la tête de son bataillon il conduit des opérations au Tonkin, au Laos (opérations : Adolphe, Mouette, Camargue, Castor).

#### Bataille de Dien Bien Phu
Dans la nuit du 3 au 4 avril 1954, il est parachuté à la tête de son bataillon au-dessus du camp retranché de Diên Biên Phu. Son unité participe à différentes actions durant la bataille et se distingue particulièrement dans la défense du point d'appui Éliane 1. Il est fait prisonnier par le Việt Minh à l'issue de la bataille.

### Guerre d'Algérie
En Algérie, il commande le 9e régiment de chasseurs parachutistes de 1959 à 1961 et prend part au putsch des généraux le 22 avril 1961, à la suite duquel il purge deux années d'emprisonnement avant d'être radié des cadres.

## Décorations
- Commandeur de la Légion d'honneur
- Croix de guerre 1939-1945
- Croix de guerre des Théâtres d'opérations extérieurs
- Croix de la Valeur militaire

Il a reçu treize citations au cours de sa carrière.